# Геррик, Роберт (писатель)
Ро́берт Уэлч Ге́ррик (англ. Robert Welch Herrick; 21 апреля 1868 года, Кембридж, Массачусетс, США — 23 декабря 1938 года, Шарлотта-Амалия, Сент-Томас, Американские Виргинские острова) — американский писатель и педагог.

## Романы
- «Обычная судьба» (The Common Lot, 1904)
- «Воспоминания американского гражданина» (The Memoirs of an American Citizen, 1905)
- «Вместе» — «Together», 1908
- «Хозяин гостиницы» — «The Master of the Inn», 1908
- «Жизнь за жизнь» — «Life for Life», 1910
- «Исцелитель» — «The Healer», 1911
- «Жизнь одной женщины» — «One Woman’s Life», 1913
- «Поле Кларка» — «Clark’s Field», 1914
- «Простая Лилла» — «Homely Lilla»
- «Трубы» (Chimes) и др.

## Русские переводы
- Ещё не поздно (Homely Lilla), Ром., перев. Л. Л. Домгера, под ред. Д. М. Горфинкеля, изд. «Книга», Л., 1927;
- Лавка учености (Chimes), Ром., перев. Н. Вольпина и Н. Чуковского, Гиз., М. — Л., 1928;
- Опустошение (Waste), 1928, русск. перев. (с пред. автора к русск. изд.), ЗИФ, 1929.